# Système des passeports dans l'Union des républiques socialistes soviétiques

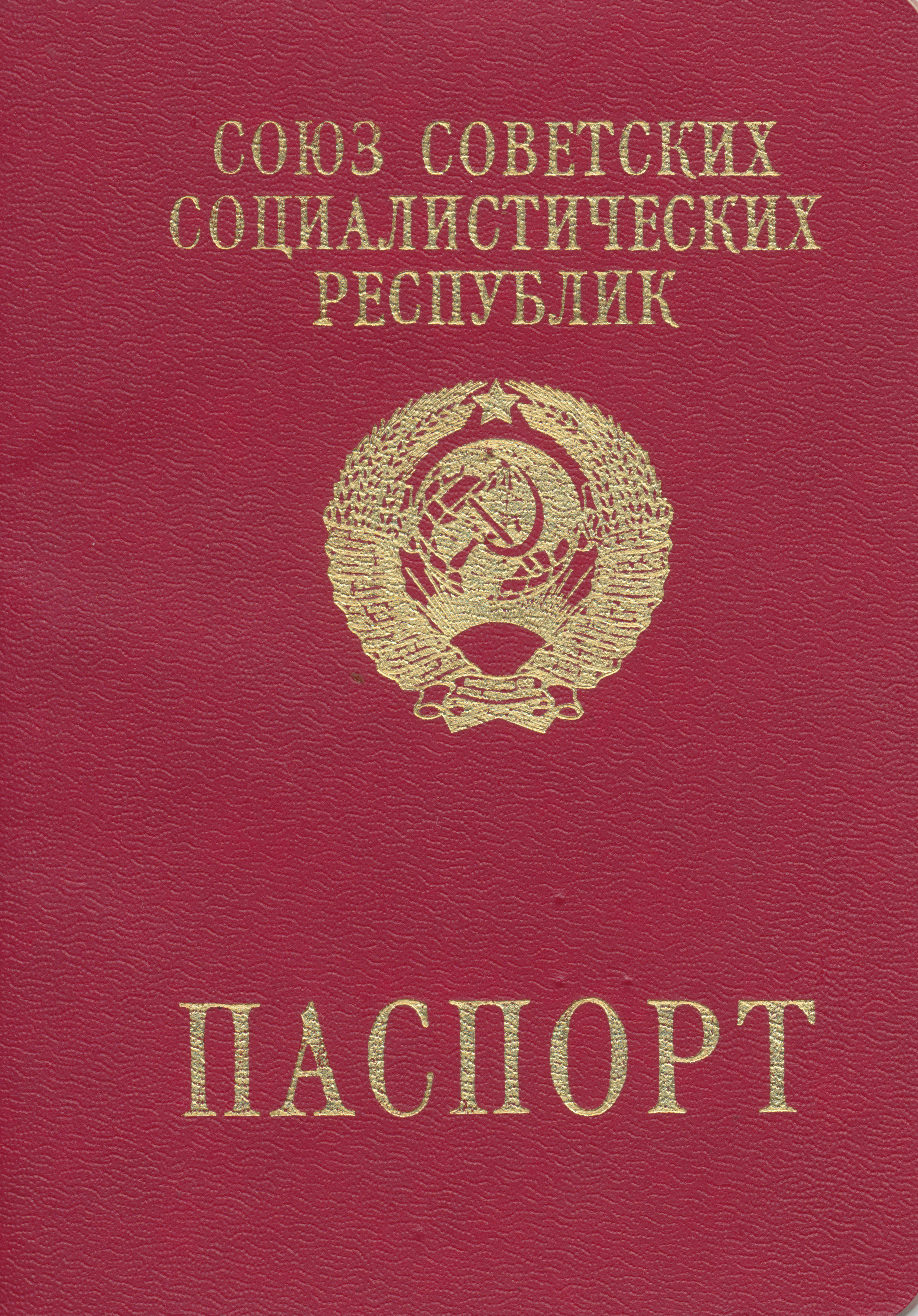
pour les voyages à l'étranger (1991).

Le système des passeports dans l'Union des républiques socialistes soviétiques est le cadre administratif d'un système unique de registre d'état civil national, fondé sur des papiers d'identité. La gestion de ce système, conformément aux lois, revient aux ministères et aux autres organismes publics autorisés par la Constitution soviétique dans le domaine des affaires intérieures.

## De 1917 à 1932
Les bases du système des passeports sous l'empire russe, dont hérite la république russe en mars 1917 pendant huit mois, sont bouleversées lors de la révolution d'Octobre, qui démantèle tous les organismes d'État, y compris la police car elle constitue une organisation clé. L'abolition du système des passeports intérieurs pendant les premières années qui suivent la révolution, tant dans la république socialiste fédérative soviétique de Russie que dans l'Union des républiques socialistes soviétiques (proclamée le 29 décembre 1922, voir traité relatif à la formation de l'Union des républiques socialistes soviétiques) n'est que partiellement avérée : les anciens passeports ne sont pas invalidés. Toutefois, en 1917, des segments de la population adulte ne disposent d'aucun passeport : de nombreux agriculteurs, des soldats et officiers, des prisonniers, etc.

### Identification personnelle
La Metrika (russe : метрика), c'est-à-dire un extrait des registres de naissance (russe : Метрическая книга), représente un document d'identité accessible à tous.
Le 18 décembre 1917, le Sovnarkom émet un décret qui établit le cadre légal et institutionnel de l'état-civil et des statistiques pour les trois principaux évènements de la vie, à savoir la naissance, le mariage ou le divorce et la mort. Les registres, d'abord tenus par les églises, sont transférés aux autorités de l'État.
Reprenant des usages pré-révolutionnaires, ces documents (tant dans les registres que dans les extraits remis aux parents) comportent des informations essentielles à l'identité des personnes : date et lieu de naissance, nom et sexe de l'enfant, nom complet des parents (s'il est connu). Les enfants recevaient en principe le nom de famille de leur père (s'il était connu) ou de leur mère (si elle était célibataire). Contrairement aux usages pré-révolutionnaires, les documents civils des nouvelles autorités soviétiques ne mentionnent pas la religion des parents. En outre, les registres de naissance étant devenus laïcs, les noms des parrain et marraine sont aussi éliminés du document.
Ce système provient d'un décret, Sur les papiers d'identité personnels du Comité exécutif central panrusse (en) et du Sovnarkom émis le 20 juin 1923, qui abolit tous les documents antérieurs pour le voyage et la résidence (mais autorise l'usage de divers documents à des fins d'identification personnelle). La population urbaine doit obtenir des cartes d'identité auprès des services locaux de militsia ; les habitants des milieux ruraux doivent se tourner vers les ispolkom (en) du volost (administration gouvernementale). Les papiers d'identité sont valables pour trois ans et il était possible d'y apposer une photo. Ni les photos ni les papiers d'identité n'étaient obligatoires.

## De 1932 à 1991

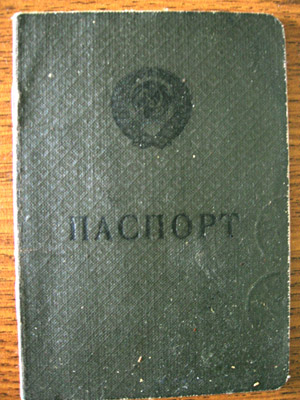
Passeport soviétique avant 1974.

Le 27 décembre 1932, le Comité exécutif central de l'Union soviétique (en) et le Sovnarkom émettent le décret Sur l'instauration du système de passeports unifié dans l'Union des républiques socialistes soviétiques et la propiska obligatoire des passeports. Les objectifs avoués sont l'amélioration des enregistrements des personnes dans diverses localités urbaines ainsi que « le retrait des personnes qui ne participent pas à des travaux industriels ou d'utilité sociale dans les villes et le nettoyage des villes des koulaks dissimulés, des criminels et d'autres éléments antisociaux ». L'expression « koulaks dissimulés » fait référence aux agriculteurs fugitifs qui s'efforcent d'échapper à la collectivisation. Le « retrait » se solde en général par une forme de travaux forcés.
Les passeports sont remis aux résidents en milieu urbain, aux sovkhozniks et aux travailleurs des novostroykas. D'après le recensement soviétique de 1926, 82 % de la population de l'URSS vit en milieu rural. Les kolkozniks et les agriculteurs individuels n'avaient pas de passeports et ne pouvaient s'installer en ville sans autorisation. Ces autorisations se trouvent sous le contrôle des présidents des fermes collectives (en) ou des conseils ruraux. Les infractions répétées au régime des passeports étaient considérées comme un délit. Les passeports étaient délivrés par les commissariats populaires aux Affaires intérieures (agence de police soviétique) et, jusque dans les années 1970, le passeport porte une couverture verte.
La mise en place du système de passeports se fonde sur le décret du 22 avril 1933 émis par le Sovnarkom : Sur la question des passeports aux citoyens d'URSS dans les territoires de l'URSS. D'après ce décret, tous les citoyens âgés d'au moins 16 ans et vivant dans des villes, villages et localités de travailleurs urbains, ainsi que ceux :
- qui vivent dans un rayon de cent kilomètres autour de Moscou ou de Leningrad, ou
- dans un rayon de 50 kilomètres autour de Kharkiv, Kyiv, Minsk, Rostov-sur-le-Don ou Vladivostok, ou
- ou dans un rayon de cent kilomètres près de la frontière occidentale de l'URSS,

doivent posséder un passeport ainsi qu'une propiska. Dans ces secteurs, les passeports sont les seuls documents d'identité valables. À partir de 1937, tous les passeports portent une photographie du détenteur. L'historien Stephen Kotkin estime que cette fermeture des frontières de l'Ukraine (avec le système de passeports intérieurs) vise à prévenir l'élargissement des maladies nées de la famine.
Le 10 septembre 1940, le Sovnarkom émet un décret sur le statut des passeports (russe : Положение о паспортах). Ce décret prévoit des réglementations spéciales relatives à la propiska dans les capitales des divers pays de l'URSS ainsi que dans les villes principales des krais et oblasts, dans les zones frontalières et aux intersections importantes des voies ferrées.
Le 21 octobre 1953, le Conseil des ministres de l'URSS établit un nouveau « statut des passeports ». Le document devient obligatoire pour tous les citoyens d'au moins 16 ans dans les localités qui ne sont pas des milieux ruraux. Les habitants des zones rurales n'ont pas le droit de quitter leur lieu de résidence pour plus de trente jours et, même dans cette limite, ils doivent recevoir l'autorisation du selsoviet.
Le 28 août 1974, le Conseil des ministres de l'URSS émet un nouveau décret sur le statut du système de passeports dans l'URSS et de nouvelles règles sur la propiska. Ces règles sur la propiska restent en vigueur jusqu'au 23 octobre 1995.
Le système des passeports intérieurs, les personnes détiennent toutes la « citoyenneté » russe, néanmoins elles sont divisées en « nationalité », ou « appartenance ethnique » ; cette ligne a servi d'instrument pour « de graves discriminations » car il existait des quotas secrets par nationalité pour restreindre certaines activités (par exemple, s'inscrire à l'université).